# Holger Hoos

Holger Hoos (2022) ©Humboldt-Stiftung/Elbmotion

Holger H. Hoos (* 1969) ist ein deutscher Informatiker und Hochschullehrer, der im Bereich des automatisierten maschinellen Lernens (AutoML) forscht.

## Werdegang
Holger Hoos studierte Informatik an der Technischen Universität Darmstadt. 1996 wurde er dort promoviert und erhielt im Jahr 1998 den Dissertationspreis der Gesellschaft für Informatik. Von 2000 bis 2016 war er Full-Professor am Department of Computer Science der University of British Columbia in Vancouver (Kanada). 2016 übernahm er eine Professur für Maschinelles Lernen am Leiden Institute of Advanced Computer Science (LIACS) der Universität Leiden in den Niederlanden. Seit Januar 2022 ist er Alexander-von-Humboldt-Professor für Künstliche Intelligenz an der RWTH Aachen.
Hoos ist Mitbegründer der Confederation of Laboratories for Artificial Intelligence Research in Europe (CLAIRE), die sich für die Förderung der KI-Forschung in Europa einsetzt. 2021 wurde CLAIRE mit dem Deutschen KI-Preis ausgezeichnet. Für seine Beiträge zur Informatik wurde Hoos als Fellow der Association for Computing Machinery (ACM), der Association for the Advancement of Artificial Intelligence (AAAI) und der European Association for Artificial Intelligence (EurAI) anerkannt.

## Publikationen (Auswahl)
- Holger Hoos et al.: Automated machine learning: past, present and future. Springer, 2024.
- Holger Hoos et al.: Training-free thick cloud removal for Sentinel-2 imagery using value propagation interpolation. Universitätsbibliothek der RWTH Aachen, 2024.
- Holger Hoos et al.: Revisiting SATZilla Features in 2024. Universitätsbibliothek der RWTH Aachen, 2024.
- Holger Hoos et al.: Critically Assessing the State of the Art in Neural Network Verification. Universitätsbibliothek der RWTH Aachen, 2024.
- Holger Hoos et al.: AutoSR4EO : An AutoML Approach to Super-Resolution for Earth Observation Images. Universitätsbibliothek der RWTH Aachen, 2024.
- Das Heckelphon: Ungewöhnliche Einblicke in die Geschichte der Musik. Edition Mundi, 2024, ISBN 978-94-037-3549-8.